# رودلف بينج
رودلف بينج بالإنجليزية Rudolf Bing (و. 9 يناير 1902- 2 سبتمبر 1997) متعهد حفلات نمساوي المولد.
عمل في برلين ودارمشتاد خلال العشرينات والثلاثينات قبل تولي مسئولية قيادة أوبرا جليندبورن عام 1936. صار رعية بريطانية سنة 1946 وساعد في تأسيس مهرجان إدنبره، يعمل مدير فني من 1947 حتى 1949. سنة 1950 صار مدير عام لأوبرا متروبوليتان في نيويورك وظل في الفرقة حتى عام 1972. اشتهر بشخصيته الاوتوقراطية ولسانه اللاذع لتعليق أحد الزملاء ان المايسترو جورج سزيل كان اسواء اعدائه، بينج اجاب بدوره«ليس وانا حي». توسع في موسم المتروبوليتان ورفع معاييرها الفنية ووضع تأكيدا جديدا على قيم الإنتاج. لكن بحلول نهاية مدته صارت المتروبوليتان راكدة موسيقيا وفي حاجة ملحة للتحريك الذي حدث بجعل جيمي ليفن مايسترو رئيسي عام 1973. كتب ليفن كتابين عن تجاربه: 5000 ليلة في الاوبرا سنة 1972 وفارس في الاوبرا سنة 1981.

## وصلات خارجية
- رودلف بينج على موقع الموسوعة البريطانية (الإنجليزية)
- رودلف بينج على موقع الموسوعة البريطانية (الإنجليزية)
- رودلف بينج على موقع مونزينجر (الألمانية)
- رودلف بينج على موقع إن إن دي بي (الإنجليزية)

1. ↑  NPR Encylopedia of Classical Music